# Журба Олег Іванович
Олег Іванович Журба (нар. 28 вересня 1960, м. Потсдам) — український історик, історіограф, джерелознавець, археограф, україніст. Доктор історичних наук (2004), професор (2005), завідувач кафедри історіографії, джерелознавства та архівознавства Дніпропетровського національного університету імені Олеся Гончара (2007).

## Життєпис
Олег Іванович Журба народився 28 вересня 1960 року у м. Потсдамі (НДР) в родині військовослужбовця. У 1977 році закінчив середню школу № 15 у м. Первомайськ Миколаївської області. У 1977—1978 роках працював слюсарем Дніпропетровського локомотивного депо. Протягом 1978—1983 років навчався на історичному факультеті Дніпропетровського державного (нині — національного) університету. По закінченні, у 1983—1985 роках працював вчителем історії у середній школі № 126 м. Дніпропетровська. У 1985—1988 роках — аспірант кафедри історіографії та джерелознавства історичного факультету ДДУ.
З 1988 року О. І. Журба працює на історичному факультеті Дніпропетровського університету. У 1988—1989 роках він — асистент кафедри історіографії та джерелознавства. Після створення у 1989 році кафедри історії України, працює на ній викладачем, доцентом (з 1992 р.), професором (з 2005 р.). У 2006 році Олег Іванович повертається на рідну кафедру історіографії та джерелознавства як її завідувач та очолює її до сьогодні.

## Наукова та викладацька діяльність
Дисертацію на здобуття наукового ступеня кандидата історичних наук на тему «Діяльність Київської археографічної комісії по виданню та вивченню джерел з історії України доби феодалізму» О. І. Журба захистив у 1989 році під керівництвом проф. М. П. Ковальського.
Докторська дисертація «Становлення української археографії та історіографічний процес другої половини XVIII — першої половини ХІХ століття» була захищена 10 березня 2004 року (науковий консультант — проф. А. Г. Болебрух).

## Родина
Дружина — Литвинова Тетяна Федорівна, доктор історичних наук, професор кафедри історії України історичного факультету ДНУ імені Олеся Гончара (1955 р. нар.)

## Вибрана бібліографія праць
Монографії
- Журба О. І. Київська археографічна комісія. 1843—1921: Нарис історії і діяльності / О. І. Журба. — К.: Наук. думка,1993. — 183 с.
- Журба О. І. Становлення української археографії: люди, ідеї інституції / О. І. Журба. — Д.: Вид-во Дніпропетр. ун-ту, 2003. — 316 с.

Вибрані статті в зарубіжних виданнях та спільних проектах
- Журба О. И. Кафедре историографии и источниковедения Днепропетровского национального университета — 30 лет / О. И. Журба // Вестник архивиста. — 2002. — № 4-5. — С. 47—54.
- Журба О. І. Образ «української історіографії» другої половини XVIII — першої половини XIX ст. в історичній літературі / О. І. Журба // Historia-mentalnosc-tozsamosc: Miejsce i rola historii oraz histoykow w zyciu narodu polskiego i ukrainskiego w XIX i XX wieku. — Rzeszow: Wydawnictwo Uniwersytetu Rzeszowskiego, 2008 — S. 124—130.
- Журба О. І. Політичні ідеали малоросійського дворянства другої половини XVIII — першої половини XIX ст. в історіографії / О. І. Журба // Historia-mentalnosc-tozsamosc: Studia z historii, historii historiografii i metodologii historii / Pod red. Karoliny Polasik-Wrzosek, Wojcecha Wrzoska I Leonida Zaszkilniaka. — Poznan: Wydawnictwo Uniwersytetu Poznanskiego. 2010. — S. 165—173.
- Журба О. І. У боротьбі за історичну пам'ять регіону: малоросійська історіографічна експансія на Пра-вобережжя в середині XIX століття / О. І. Журба // Історія — ментальність — ідентичність. — Л.: ПАІС, 2011. — Вип. IV: Історична пам'ять українців і поляків у період формування національної свідомості в XIX — першій половині ХХ століття: колективна монографія / За ред. Леоніда Зашкільняка, Йоанни Пісуліньської, Павла Сєрженґи. — С. 174—180.
- Журба О. И. Проблемы историографического районирования в презентациях истории украинского ис-ториописания / О. И. Журба // Историческая география: пространство человека vs человек в про-странстве: Материалы XXIII междунар. науч. конф. Москва 27 — 29 янв. 2011 / Отв. ред. М. Ф. Ру-мянцева. — М.: РГГУ, 2011. — С. 59—70.
- Журба О. И. «Дніпропетровский історико-археографічний збірник» и его историографическая среда / О. И. Журба // Мир историка: историографический сборник / под ред. В. П. Корзун, С. П. Бычкова. — Вып.7. — Омск: Изд-во Ом. гос. ун-та, 2011. — С. 413—434.
- Журба О. И. Историографические «шурфы» археографии / О. И. Журба // Проблемы дипломатики, ко-дикологии и актовой археографии: Материалы XXIV Междунар. науч. конф. Москва 2–3 февр. 2012 г. / редкол. Ю. Э. Шустова (отв. ред.) и др.; РГГУ, Ист.-арх. инст., Высшая школа источниковедения, спец. и вспомогат. истор. дисциплин, Рос. акад. наук, ФГБУН ИВИ РАН, Археогр. комиссия. — М.: РГГУ, 2012. — С. 296—299.
- Журба О. И. Николай Павлович Ковальский (1929—2006) [Некролог] / О. И. Журба // Археографический ежегодник за 2006 г. — М.: Наука, 2011. — С. 447—449.
- Журба О. И. Региональное историописание второй половины XVIII — первой половины XIX вв. в плену «украинского национального возрождения» (проблемы украинской исторической и историографи-ческой культуры) / О. И. Журба // Мир историка: историографический сборник / под ред. В. П. Корзун, С. П. Бычкова. — Вып. 8. — Омск: Изд-во Ом. гос. ун-та, 2013. — С. 124—165.
- Журба О. И. «Внутренняя колонизация» и освоение прошлого имперских регионов / О. И. Журба // Российская империя в исторической ретроспективе / Под ред. И. Т. Шатохина. — Белгород: Изд-во «ГиК», 2013. — Вып.8. — С. 56—59.
- Журба О. И. Виктор Александрович Муравьев глазами днепропетровского студента, аспиранта, препо-давателя / О. И. Журба // Историографические чтения памяти профессора Виктора Александровича Муравьева: сб. ст. в 2 т. — М.: РГГУ, 2013. — Т.1. ? С. 40—47.
- Журба О. И. Новая региональная историография и стратегии новой локальной истории / О. И. Журба, А. В. Леонова // Новая локальная история. По следам интернет-конференций. 2007—2014. — Ставро-поль: Изд-во СКФУ, 2014. — С. 206—208.
- Журба О. И. Коммуникации Владимира Валериановича Данилова, или отечественный гуманитарий ХХ века на дисциплинарных и культурных порубежьях / О. И. Журба, И. А. Скиба // Мир историка: ис-ториографический сборник / [редкол.: В. П. Корзун (отв. ред.), С. П. Бычков (отв. ред.), Н. Н. Алеврас и др.]. — Вып. 9. — Омск: Изд-во Ом. гос. ун-та, 2014. — С. 363—392.

Вибрані статті в українських виданнях
- Журба О. І. Регіональні особливості образу козака в українській антикварній історіографії / О. І. Журба // Запорожське козацтво в пам'ятках історії та культури: матер. міжнарод. конф. — Запоріжжя, 1997. — С. 145—152.
- Журба О. І. Культурна та історико-археографічна діяльність архієпископа Гаврила (В. Ф. Розанова) в Південній Україні / О. І. Журба // Дніпропетровський історико-археографічний збірник. — Д.: Промінь, 1997. — Вип.1. — С. 220—238.
- Журба О. І. Образ І.Франка в системі уявлень української інтелігенції Придніпров'я про Західну Украї-ну (за матеріалами катеринославського часопису початку ХХ ст. «Дніпрові хвилі») / О. І. Журба // Південна Україна. — Запоріжжя, 1998. — Вип.1(4.). — С. 238—242.
- Журба О. І. Формування російської регіональної історіографії Криму у творчості архієпископа Гавриїла Розанова / О. І. Журба // Библиотечное дело и краеведение. Сборник научных трудов. — К., Симферополь, 2000. — Вып.2. — С. 40—58.
- Журба О. І. Перша історична та археографічна розвідка з історії міста Катеринослава / О. І. Журба // Гуманітарний журнал. — 2000. — № 3 — 4. — С. 211—229.
- Журба О. І. Едиційна археографія в Україні у ХІХ — ХХ століттях: плани, проекти, програми видань. Катеринославська учена архівна комісія (1903—1919 рр.) / О. І. Журба, С. В. Абросимова // Дніпро-петровський історико-археографічний збірник. — Д.: Ґенеза. — 2001. — Вип. 2. — С. 430—452.
- Журба О. І. «Устное повествование Н. Л. Коржа» в романтичному науковому дискурсі: нові підходи до проблеми авторства тексту / О. І. Журба // Гуманітарний журнал. — 2002. — № 2. — С. 13—17.
- Журба О. І. Журнальний період становлення української археографії (харківські журнали 10-х — 20-х рр. ХІХ ст.) / О. І. Журба // Архіви України. — 2002. — № 1-3. — С. 55—73.
- Журба О. І. Комплектування архівних зібрань і колекцій на Катеринославщині у другій половині XVIII — першій половині ХІХ ст. / О. І. Журба // Архіви України. — 2002. — № 4 — 6. — С. 179—188.
- Журба О. І. «Батьківщина слонів», або варіації на тему формування української національної археогра-фії / О. І. Журба // Схід — Захід. — 2002. — Вип. 5. — С. 47—63.
- Журба О. І. Ф. Й. Туманський / О. І. Журба // Український історичний журнал. — 2003. — № 3. — С. 124—137; № 6. — С. 119—131; 2004. — № 1. — С. 111—119.
- Журба О. І. Журнальний період у становленні української археографії (харківські альманахи 30-х — 40-х рр. ХІХ ст.) / О. І. Журба // Архіви України. — 2003. — № 4 — 6. — С. 24—48.
- Журба О. І. Історія археографії як наукова проблема та вивчення історіографічного процесу / О. І. Журба // Історіографічні та джерелознавчі проблеми історії України: історіографія та джерелознавство в часовому вимірі. — Д., 2003. — С. 91—102.
- Журба О. І. Перше історичне дослідження у Катеринославі: матеріали до історії формування субрегіо-нального історіографічного середовища / О. І. Журба // Записки науково-дослідної лабораторії істо-рії Південної України ЗДУ. Південна Україна XVIII—XIX століття. — Запоріжжя: Тандем-У, 2003. — Випуск 7. — С. 266—270.
- Журба О. І. Теоретичні проблеми української археографії / О. І. Журба // Україна модерна. — 2005. — № 9. — С. 152—172.
- Журба О. І. Лекційна робота старої катеринославської «Просвіти» та проблеми формування міського середовища / О. І. Журба // Історія і культура Придніпров'я: невідомі та маловідомі сторінки. — Д., 2005. — Вип. 2. — С. 177—186.
- Журба О. І. «Дніпропетровська козаччина» (історія козацтва в працях дніпропетровських істориків останнього десятиліття) / О. І. Журба, В. М. Бекетова // Січеславський альманах: зб. наук. праць. — Д.: НГУ, 2005. — Вип. 1. — С. 8—20.
- Журба О. І. Василь Якович Ломиковський: історик чи агроном? / О. І. Журба // Січеславський альманах: зб. наук. праць з історії українського козацтва. — Д.: НГУ, 2006. — Вип. 2. — С. 53—58.
- Журба О. І. Історіографічний процес другої половини XVIII — першої половини XIX ст. як передісторія українського історіописання / О. І. Журба // Україна: культурна спадщина, національна свідомість, державність. Зб. наук. праць. — Л.: Інститут українознавства ім. І. Крип'якевича НАН України, 2006—2007. — Вип. 15: Confraternitas. Ювілейний збірник на пошану Ярослава Ісаєвича. — С. 408—417.
- Журба О. І. Функція історіографії в сучасному пізнавальному просторі / О. І. Журба, Є. А. Чернов // Хар-ківський історіографічний збірник. — 2008. — Вип.9. — С. 15—22.
- Журба О. І. Проблеми історіографічного районування та пошуки регіональних ідентичностей / О. І. Журба // Регіональна історія України. — К.: Інститут історії України НАН України, 2008. — Вип. 2. — С. 47—58.
- Журба О. І. Сповідь українського історика та фольклориста (Володимир Валеріанович Данилов: провінційний дослідник на межі культур) / О. І. Журба, І. А. Скиба // Вісник Дніпропетровського університету. ? 2008. — Серія: Історія та археологія. — Вип. 16. — С. 204—214.
- Журба О. І. Історіографічна доля Д. І. Яворницького / О. І. Журба // Історіографічні та джерелознавчі проблеми історії України: Розвідки з теорії та методології досліджень. — Д., 2008. — С. 220—223.
- Журба О. І. «Представьте Вы себе, какой зверь был гетман! Это были пренечистивые деспоты!» (з листа свідомого українського патріота, автономіста та традиціоналіста початку XIX століття) / О. І. Журба // Дніпропетровський історико-археографічний збірник. — 2009. — Вип. 3. — С. 161—220.
- Журба О. І. Матеріали до історії формування вищої історичної освіти та науки на Дніпропетровщині у другій половині ХХ ст.(до 100-річчя з дня народження професора Валентина Яковича Борщевсько-го) / О. І. Журба // Історія і культура Придніпров'я: невідомі та маловідомі сторінки: наук. щорічник. — Д.: НГУ. 2010. — С. 28—40.
- Журба О. И. Сто лет днепропетровскому «цеху историков» / О. І. Журба // Грані. — 2013. ? № 8 (100). ? С. 46—54.
- Журба О. І. «Національне» та «регіональне» у модерних репрезентаціях історії українського історіопи-сання / О. І. Журба // Український гуманітарний огляд. — 2013. — С. 9—50.
- Журба О. И. Имперский запрос и украинский ответ: Киевская археографическая комиссия как органи-затор региональной исторической науки / О. И. Журба // Російська імперія у ХІХ — на початку ХХ ст. Влада і суспільство: механізми взаємодії: збірник наукових статей / під ред. О. Стрілюк, О. Прихо-дьон; автори передмови К. Ячменіхін, Л. Сеніна. — Чернігів: Видавець Лозовий В. М., 2014. — С. 538—556.